# Patera de Malintzin
Malintzin Patera
Pour les articles homonymes, voir Malintzin.
La patera de Malintzin (désignation internationale : Malintzin Patera) est une patera située sur Vénus dans le quadrangle de Meskhent Tessera. Elle a été nommée en référence au nom nahuatl de Doña Marina, guide et interprète amérindienne aztèque (1501–1550).